# Koru Tito
Koru Tito (ur. 30 września 1960 w Tabiteuea, zm. 7 sierpnia 2022 w South Tarawa) – duchowny rzymskokatolicki z Kiribati, biskup diecezjalny Tarawy i Nauru (nominat). 

## Życiorys
Święcenia kapłańskie przyjął 20 czerwca 1987 i został inkardynowany do diecezji Tarawa i Nauru. Pracował głównie jako duszpasterz parafialny a w latach 2010–2020 był wikariuszem generalnym diecezji. 29 czerwca 2020 papież Franciszek mianował go biskupem Tarawy i Nauru. Zmarł przed przyjęciem sakry biskupiej.